# Saint-Cast-le-Guildo
Saint-Cast-le-Guildo (/sɛ̃.ka.lə.gil.do/) est une commune française située sur la Côte d'Émeraude dans le département des Côtes-d'Armor, en région Bretagne.

## Géographie

### Localisation
Cette station balnéaire en France, se situe sur la Côte d'Émeraude, à proximité de  Dinard et Saint-Malo et se trouve à côté du cap Fréhel. Elle est divisée en plusieurs quartiers :
- l'Isle ;
- le Port ;
- le Bourg ;
- les Mielles ;
- la Garde ;
- Pen Guen ;
- Sainte Brigitte ;
- Notre Dame du Guildo ;
- le port du Guildo.

| Manche      | Manche               | Manche                       |
| Matignon    | Saint-Cast-le-Guildo | Manche Saint-Jacut-de-la-Mer |
| Saint-Pôtan | Saint-Lormel         | Créhen                       |

### Cadre géologique

Carte géologique du Massif armoricain, avec au nord-est le batholite mancellien et ses nombreux plutons de granite cadomien (Trégor, Lanhélin, Louvigné, Vire, Avranches…). Ce batholite dessine une ellipse de 150 km (d'Alençon à la Rance) sur 90 km (de Vitré à Vire).

Saint-Cast est localisée dans la partie médiane du domaine nord armoricain, unité géologique du Massif armoricain qui est le résultat de trois chaînes de montagne successives. Le site géologique de Saint-Cast se situe plus précisément dans un bassin sédimentaire essentiellement briovérien limité au sud par un important massif granitique cadomien, le pluton de Lanhélin qui fait partie d'un ensemble plus vaste, le batholite mancellien,.
L'histoire géologique de la région est marquée par l'orogenèse cadomienne (entre 750 et 540 Ma) qui se traduit par la surrection de la chaîne cadomienne qui devait culminer à environ 4 000 m. À la fin du Précambrien supérieur, les sédiments briovériens volcano-sédimentaires sont fortement déformés, plissés et métamorphisés par l'orogenèse cadomienne qui implique un fort épaississement crustal, formant essentiellement des schistes et des gneiss. Cette déformation développe une succession d'antiformes (Saint-Jacut-Rothéneuf, le Minihic et Plouer) correspondant à des chevauchements à vergence sud-est, séparés par des synformes (la Richardais et Saint-Suliac) d'orientation N60°, plis d'autant plus déversés vers le Sud que l'on se rapproche du noyau migmatitique. Ce noyau de forme elliptique (25 km x 6 km), ceinturé d'une enveloppe gneissique et micaschisteuse, correspond à la région de Dinard-Saint-Malo. L'épaississement, consécutif à l'écaillage tectonique du domaine orogénique, a en effet provoqué la fusion crustale à l'origine de la mise en place des dômes anatectiques (migmatites de Guingamp et Saint-Malo, développées aux dépens des sédiments briovériens) qui est datée entre 560 et 540 Ma. Les massifs granitiques du Mancellien scellent la fin de la déformation ductile de l'orogenèse cadomienne.
Le territoire de Saint-Cast au nord-ouest de ce noyau migmatitique, est marqué par les roches métamorphiques qui dessinent des bandes allongées NE-SW : orthogneiss œillés leptyniques, gneiss à feldspath potassique et gneiss plagioclasiques à la pointe de Saint-Cast, micaschistes à biotite et schistes séricito-chloriteux au niveau de la commune. Le gneiss leptynitique très clair, à grain fin et à foliation très accusée, était naguère exploité (château du Guildo, donjon de Fort la Latte…) et connu sous l'appellation commerciale de « platin », en référence à sa texture permettant l'obtention de larges dalles planes.

### Hydrographie
Pour un article plus général, voir Réseau hydrographique des Côtes-d'Armor.
La commune est située dans le bassin Loire-Bretagne. Elle est drainée par le Guébriand, le ruisseau de Kermiton et le ruisseau du Pont quinteux,,.
Le Guébriand, d'une longueur de 20 km, prend sa source dans la commune de Plédéliac et se jette  dans la baie de l'Arguenon en limite de Saint-Lormel et de Saint-Cast-le-Guildo, après avoir traversé six communes.

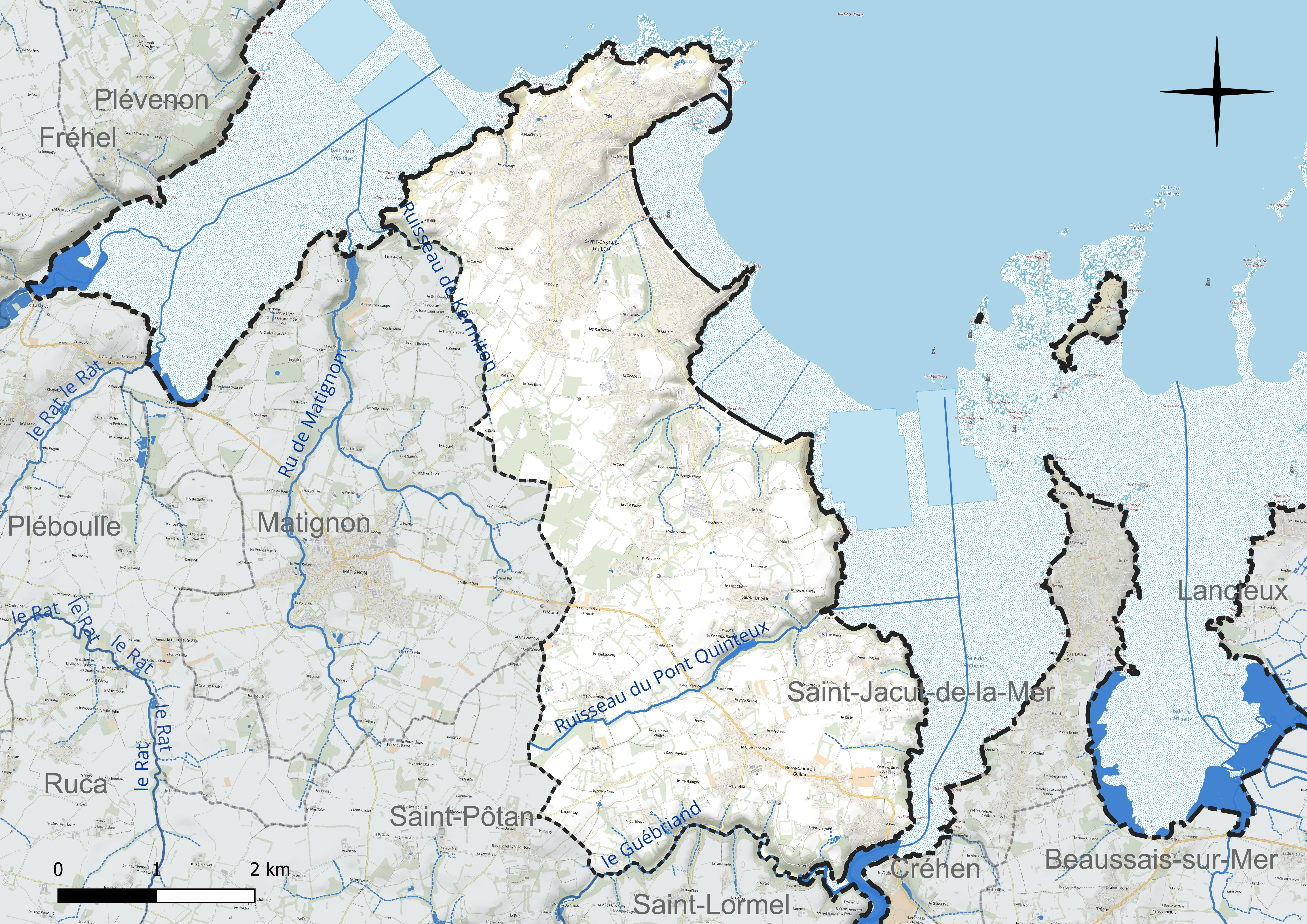
Réseau hydrographique de Saint-Cast-le-Guildo.

### Climat
Pour des articles plus généraux, voir Climat de la Bretagne et Climat des Côtes-d'Armor.
En 2010, le climat de la commune est de type climat océanique franc, selon une étude du Centre national de la recherche scientifique s'appuyant sur une série de données couvrant la période 1971-2000. En 2020, Météo-France publie une typologie des climats de la France métropolitaine dans laquelle la commune est exposée à un climat océanique et est dans une zone de transition entre les régions climatiques « Finistère nord » et « Bretagne orientale et méridionale, Pays nantais, Vendée ». Parallèlement l'observatoire de l'environnement en Bretagne publie en 2020 un zonage climatique de la région Bretagne, s'appuyant sur des données de Météo-France de 2009. La commune est, selon ce zonage, dans la zone « Littoral doux », exposée à un climat venté avec des étés cléments.
Pour la période 1971-2000, la température annuelle moyenne est de 11,6 °C, avec une amplitude thermique annuelle de 11,2 °C. Le cumul annuel moyen de précipitations est de 671 mm, avec 12,2 jours de précipitations en janvier et 5,9 jours en juillet. Pour la période 1991-2020, la température moyenne annuelle observée sur la station météorologique la plus proche, située sur la commune de Pleurtuit à 16 km à vol d'oiseau, est de 11,9 °C et le cumul annuel moyen de précipitations est de 752,0 mm,. Pour l'avenir, les paramètres climatiques de la commune estimés pour 2050 selon différents scénarios d'émission de gaz à effet de serre sont consultables sur un site dédié publié par Météo-France en novembre 2022.

### Voies de communication et transports

#### Voies routières
L'accès depuis Paris et Rennes se fait par l'A11-A81 Paris-Rennes, puis par la N12, depuis Erquy par la route RD786 et depuis Dinard et Saint-Malo par la RD768 (direct) ou RD786 (par la côte) puis RD19.

#### Voies ferroviaires
Les gares les plus proches sont celles de Lamballe et Saint-Malo toutes deux desservies par des TGV en provenance de Paris.

#### Voies aériennes
La commune est située à 22 km de l'aéroport de Saint-Malo-Dinard-Pleurtuit et à 92 km de l'aéroport de Rennes-Bretagne.

#### Pistes cyclables
Un réseau VTT avec 3 niveaux de difficultés s'étend sur toute la presqu'île et fait partie du réseau « VTT 22 » du département.

#### Transports en commun
Liaisons régulières en car (réseau BreizhGo) vers notamment Saint-Malo, Dinan et Lamballe.

#### Voies maritimes
Le port de Saint-Malo est relié par des lignes régulières à Portsmouth, Poole, Jersey et Guernesey.

## Urbanisme

### Typologie
Au 1er janvier 2024, Saint-Cast-le-Guildo est catégorisée commune rurale à habitat dispersé, selon la nouvelle grille communale de densité à 7 niveaux définie par l'Insee en 2022.
Elle appartient à l'unité urbaine de Saint-Cast-le-Guildo, une unité urbaine monocommunale constituant une ville isolée,. La commune est en outre hors attraction des villes,.
La commune, bordée par la Manche, est également une commune littorale au sens de la loi du 3 janvier 1986, dite loi littoral. Des dispositions spécifiques d’urbanisme s’y appliquent dès lors afin de préserver les espaces naturels, les sites, les paysages et l’équilibre écologique du littoral, tel le principe d'inconstructibilité, en dehors des espaces urbanisés, sur la bande littorale des 100 mètres, ou plus si le plan local d’urbanisme le prévoit.

### Occupation des sols
L'occupation des sols de la commune, telle qu'elle ressort de la base de données européenne d’occupation biophysique des sols Corine Land Cover (CLC), est marquée par l'importance des territoires agricoles (66,2 % en 2018), en diminution par rapport à 1990 (70,8 %). La répartition détaillée en 2018 est la suivante :
zones agricoles hétérogènes (46,3 %), zones urbanisées (21,6 %), terres arables (17,9 %), forêts (8,7 %), prairies (1,9 %), espaces verts artificialisés, non agricoles (1,8 %), zones humides côtières (1,2 %), espaces ouverts, sans ou avec peu de végétation (0,4 %). L'évolution de l’occupation des sols de la commune et de ses infrastructures peut être observée sur les différentes représentations cartographiques du territoire : la carte de Cassini (XVIIIe siècle), la carte d'état-major (1820-1866) et les cartes ou photos aériennes de l'IGN pour la période actuelle (1950 à aujourd'hui).

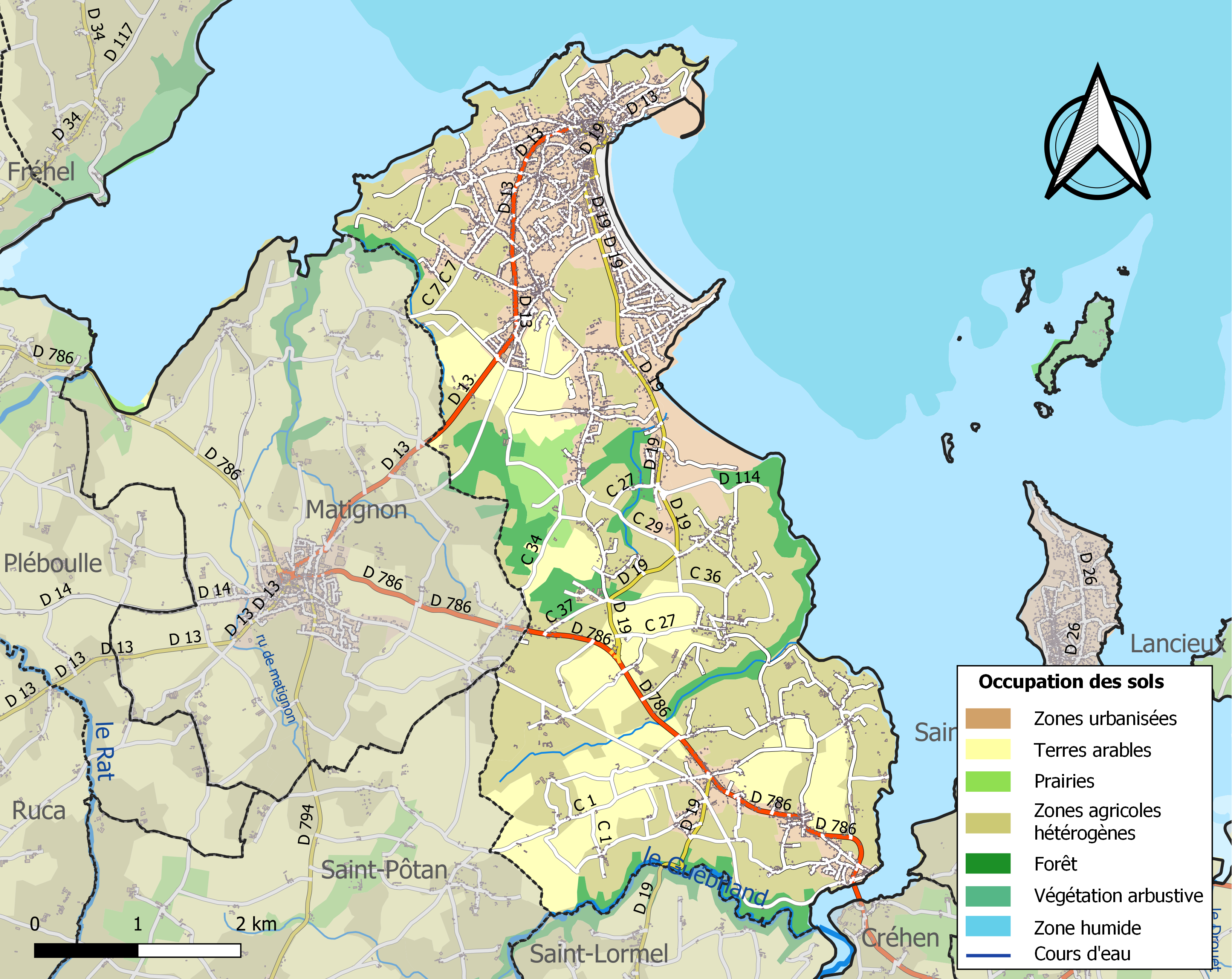
Carte des infrastructures et de l'occupation des sols de la commune en 2018 (CLC).

### Morphologie urbaine

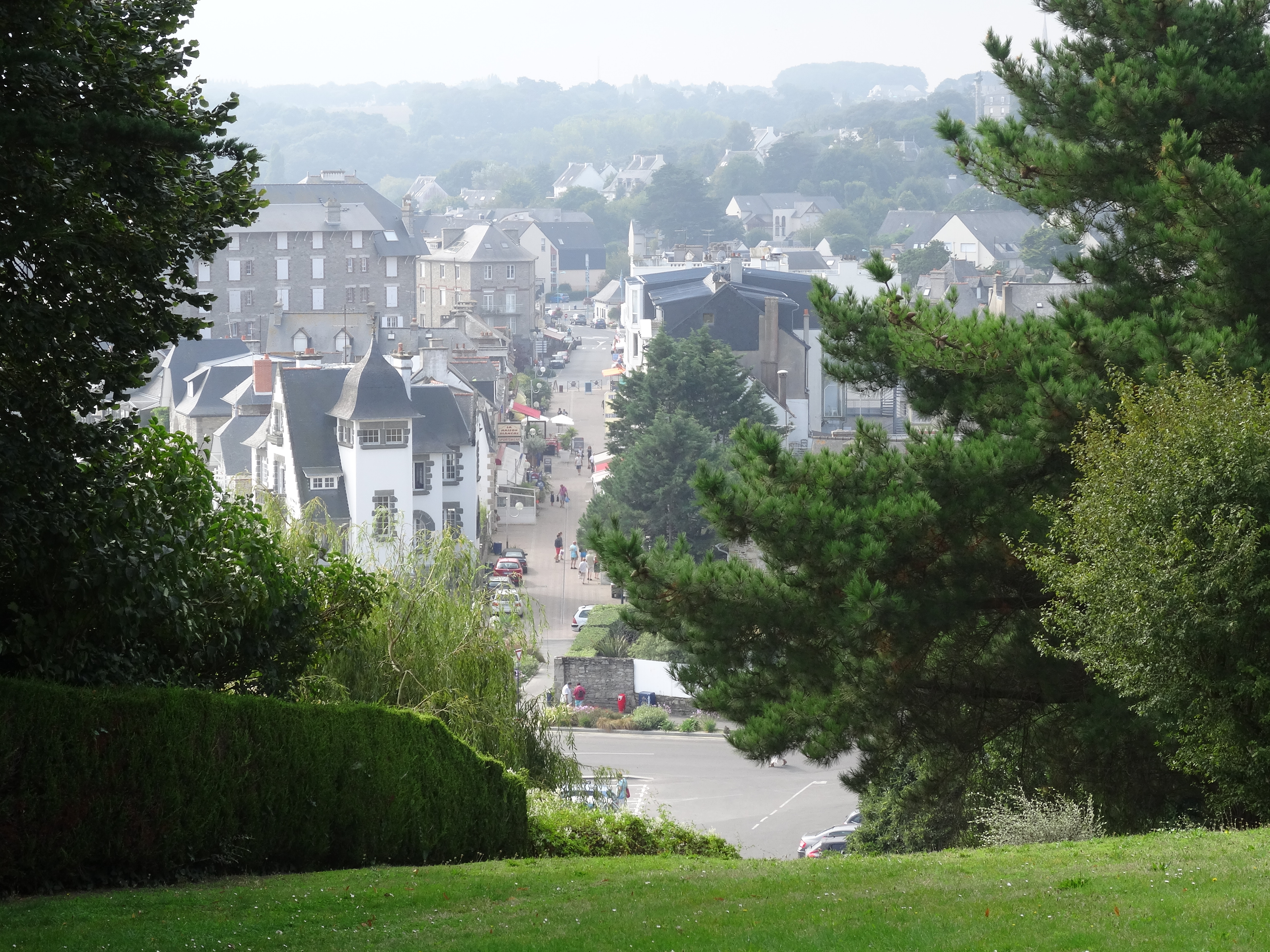
La rue du Duc d'Aiguillon vue du Square des Fontenelles.

La ville en bord de mer, réunit les quartiers Le Bourg, L'Isle, Les Mielles et La Garde. La Grande Plage se situe entre la Pointe de la Garde et la Pointe de Saint-Cast. Cependant la commune détient de nombreuses autres plages (plages de Pen Guen (tête-Blanche en Breton), des Quatre Vaux, La Fosse, la Pissote, la Mare, la Fresnaye.

### Logement
La ville compte 3 500 habitants l'hiver, contre plus de 35 000 l'été. Le quartier des Mielles est le plus touristique (proximité de la plage, des commerces et restaurants, rue piétonne...), ainsi que le quartier de La Garde, mais ces deux quartiers ont aussi une population permanente. Les quartiers de L'Isle, Ste-Brigitte et Le Bourg ont une population locale plus ancrée, qui représente mieux les Castins, la partie Guildo est la plus peuplée à l'année.
En 2020, 66,4 % des logements de Saint-Cast-le-Guildo étaient, selon l'INSEE, des résidences secondaires.
Plusieurs hôtels et chambres d'hôtes sont ouverts toute l'année. De nombreux campings et gîtes sont également présents sur la commune.

### Projets d'aménagements
Un port en eaux profondes, baptisé Port d'Armor, a été aménagé en 2009.
Inauguré en juillet 2009, il assure des liaisons avec St-Malo en juillet et août. Il possède 800 anneaux sur ponton, vingt anneaux pour la pêche professionnelle, 40 anneaux visiteurs et 180 places au mouillage. Le bassin à flot est accessible 24h/24 quel que soit le coefficient de marée.
Une digue piétonnière d'environ 600 m reliant la Grande Plage au port a également été construite.

## Toponymie

### Saint-Cast
Le nom de la localité est attesté sous les formes insulam de Sancto Casto en 1163, Sanctus Castus et Parochia Sancti Casti en 1225, Parochia de Sancto Quasto en 1271, Ecclesia Sancti Casti vers 1330, Saint-Caast en 1428, Sainct-Cast en 1480.
Le nom Saint-Cast-le-Guildo vient de saint Cast, peut-être saint Cadou (ou Cado) ou saint Kast, un évêque gallois du VIe siècle venu en Bretagne continentale.
La prononciation du nom de la localité en gallo a été relevée sous les formes Saint-Cas et Sainca.
Le nom de la localité est attesté sous la forme Sant-Kast en breton,,,[source secondaire souhaitée] au XXe siècle. La langue bretonne n'est plus une langue vernaculaire à Saint-Cast depuis le XIIIe siècle.

### Notre-Dame-du-Guildo
Le nom de la localité est attesté sous les formes Portus de Guelidou en 1249 et en 1304, Le Guelido en 1256, Guildou en 1366, Guilledou en 1387, Chastel du Guilledo et du Guildo en 1409, Le Guilledou et Le Guilidou en 1414 et en 1415, Le Guellidou en 1440, Guildou en 1450, Le Guildeho en 1497, Le Guildo en 1499.

### Saint-Cast-le-Guildo
Le nom Saint-Cast-le-Guildo vient de saint Cast et du site du Guildo. Par arrêté préfectoral du 27 décembre 1971, la commune de Notre-Dame-du-Guildo est fusionnée avec celle de Saint-Cast dont le nom devient Saint-Cast-le-Guildo.

## Gentilé et surnom
Les habitants de Saint-Cast sont surnommés traditionnellement en langue gallèse par leurs voisins de Saint-Jacut les « P'tits Jaones » ou « P'tits Jaonets » ; deux explications sont avancées pour ce surnom : l'une dit que les marins de Saint-Cast qui partaient pour la grande pêche portaient des toiles tissées en lin ou chanvre qu'ils enduisaient de cire d'abeille pour les rendre imperméables, l'autre que les habitants de Saint-Jacut, plus pauvres, se sont moqués des Castins devenus plus riches (on y voyait circuler des pièces de 20 francs-or) lorsque la commune est devenue une station balnéaire au début du XXe siècle.

## Histoire

### Le château du Guildo

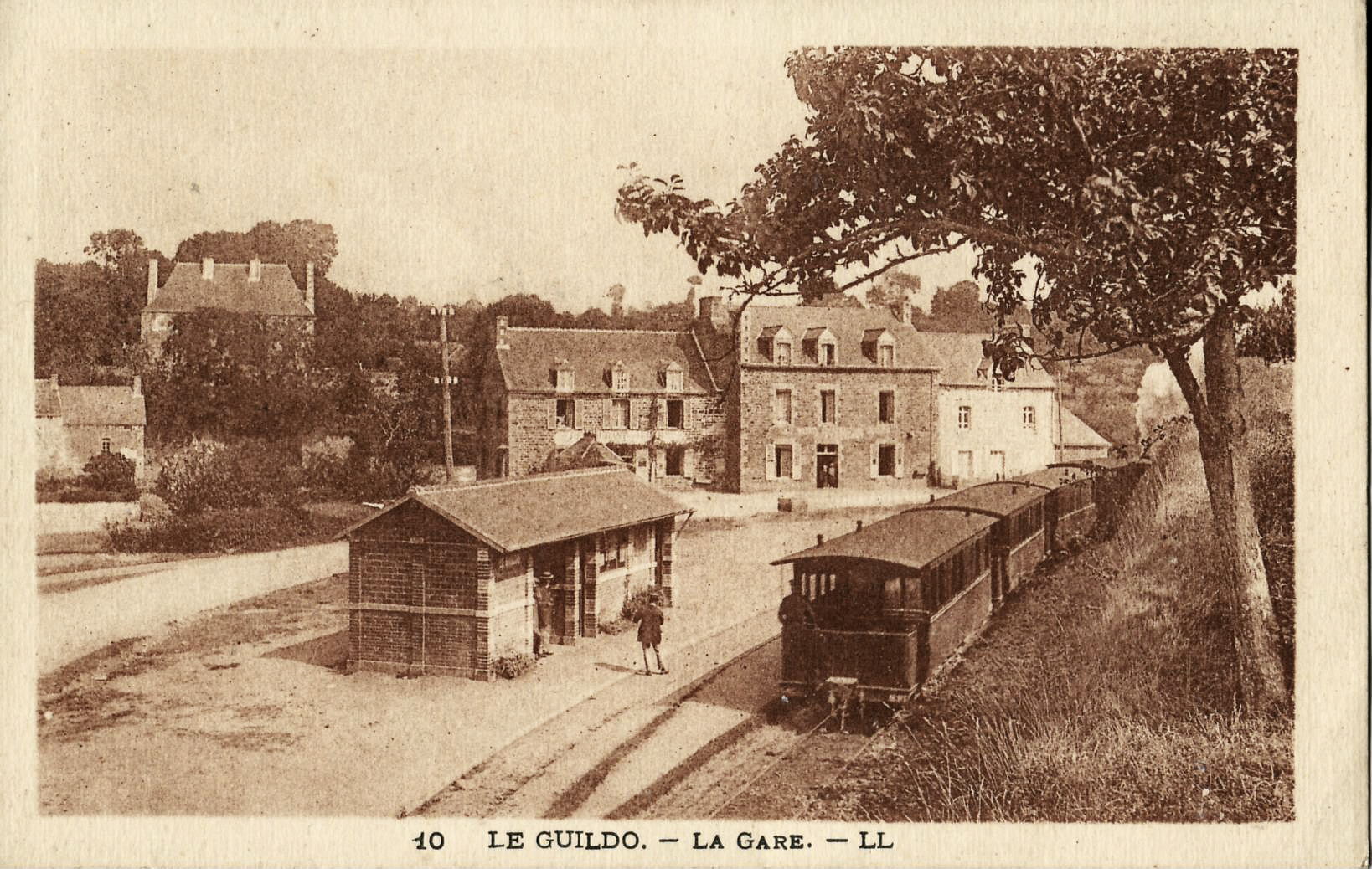
Le Guildo, la ligne de chemin de fer et sa gare (entre 1926 et 1939).

C'est au château du Guildo, actuellement situé sur la commune de Créhen, que résidait le prince Gilles de Bretagne, fils du duc Jean V de Bretagne, emprisonné puis assassiné en 1450.

### La bataille de Saint-Cast
La bataille de Saint-Cast fut livrée en 1758. Elle vit un débarquement britannique dans la région de Dinard. Ne pouvant franchir la Rance pour attaquer Saint-Malo, défendu par ses fortifications renforcées par Vauban, les troupes britanniques battirent en retraite et cherchèrent à rejoindre leur flotte qui s'était mise à l'abri devant Saint-Cast. Elles furent attaquées et défaites par l'armée française commandée par le duc d'Aiguillon et les volontaires bretons, le 11 septembre, sur la grande plage de Saint-Cast au cours de leur rembarquement.

### Révolution française
Sous la Révolution française, la commune, alors nommée Saint-Cast, porta provisoirement le nom de Havre-Cast.

### LeXIXesiècle

#### Une conspiration royaliste
Monsieur de Boisé-Lucas (Marie-Joseph Delaunay), époux de Maximilienne Bameule de Nantillais, abrita en 1808 Armand de Chateaubriand, agent royaliste qui faisait de fréquents voyages entre Jersey et la côte bretonne. Leur fils, Maxime Delaunay, se déplaça à Paris pour porter des lettres à des correspondants proroyalistes. Après plusieurs tentatives de rembarquement d'Armand de Chateaubriand qui échouent, ce dernier est arrêté, ainsi que Marie-Joseph Delaunay, son épouse, son fils et d'autres personnes. Armand de Chateaubriand est fusillé le 31 mars 1809 et Maxime Delaunay, initialement condamné à mort, vit sa peine commuée en deux ans de prison ; il fut libéré le 30 mars 1811 et vécut à Boisé-Lucas jusqu'à sa mort qui survint le 14 juin 1841.

#### La création de la commune
En 1856, la commune de Notre-Dame-du-Guildo est créée à partir de portions de territoire des communes de Saint-Cast et de Saint-Pôtan.

### LeXXesiècle

#### La Belle Époque
En 1905, Saint-Cast a été le théâtre du naufrage du SS Hilda, où sur la grande plage de nombreux naufragés se sont échoués.
La ligne de tramway Plancoët-Saint-Cast est mise en service le 17 septembre 1906 ; elle comprend 9 stations (Plancoët, Créhen, Ville-Genouhan, Le Guildo, La Grohendais, Les Aubénières, Matignon, Saint-Cast et l'Île Saint-Cast) et est desservie trois fois par jour, le tramway mettant 54 minutes à parcourir la totalité du parcours. Longue de 18,7 km, elle était isolée du reste du réseau auquel elle ne fut raccordée qu'en 1926 par les lignes allant d'Yffiniac à Matignon et du Guildo à Saint-Briac ; elle ferma en février 1939, rouvrant toutefois temporairement pendant la Seconde Guerre mondiale.
Le Guildo fut desservi aussi par une ligne de chemin de fer secondaire à voie métrique des chemins de fer des Côtes-du-Nord qui le reliait à Saint-Briac-sur-Mer de 1906 à 1939.

#### La Première Guerre mondiale
Le monument aux morts de Saint-Cast porte les noms de 80 soldats morts pour la Patrie pendant la Première Guerre mondiale.

#### La Seconde Guerre mondiale
Le monument aux morts de Saint-Cast porte les noms de 23 personnes mortes pour la France durant la Seconde Guerre mondiale.

#### L'après Seconde Guerre mondiale
Deux soldats originaires de Saint-Cast sont morts pour la France durant la guerre d'Indochine et deux sont morts durant la guerre d'Algérie. Par ailleurs un soldat est mort hors conflit.
En septembre 1950, le naufrage de la frégate Laplace survint dans la baie de la Fresnaye au large de la plage de la Mare.
Chaque mois de juillet de 1953 à 1966, Saint-Cast organise un festival de cinéma amateur, d'abord sous le nom de festival breton du film d'amateurs puis, avec le succès, le festival national du film d'amateurs.
La commune de Saint-Cast-le-Guildo est née du rattachement de Notre-Dame-du-Guildo à Saint-Cast (fusion simple) qui devient Saint-Cast-le-Guildo, acte effectif au 1er janvier 1972.

## Politique et administration

### Tendances politiques et résultats
Traditionnellement à droite, Saint-Cast le Guildo a élu une liste sans étiquette en mars 2014.

### Politique environnementale
Saint-Cast le Guildo se veut dotée d'une politique environnementale forte. La commune est passée au zéro phyto en 2015[réf. nécessaire],.

### Jumelages
Saint-Cast-le-Guildo n'est jumelée avec aucune commune.

## Population et société

### Démographie

#### Évolution du nombre d'habitants
L'évolution du nombre d'habitants est connue à travers les recensements de la population effectués dans la commune depuis 1793. Pour les communes de moins de 10 000 habitants, une enquête de recensement portant sur toute la population est réalisée tous les cinq ans, les populations de référence des années intermédiaires étant quant à elles estimées par interpolation ou extrapolation. Pour la commune, le premier recensement exhaustif entrant dans le cadre du nouveau dispositif a été réalisé en 2007.

En 2022, la commune comptait 3 353 habitants, en évolution de +0,06 % par rapport à 2016 (Côtes-d'Armor : +1,78 %, France hors Mayotte : +2,11 %).
| 1793  | 1800  | 1806  | 1821  | 1831  | 1836  | 1841  | 1846  | 1851  |
| ----- | ----- | ----- | ----- | ----- | ----- | ----- | ----- | ----- |
| 1 232 | 1 168 | 1 384 | 1 444 | 1 481 | 1 402 | 1 421 | 1 476 | 1 558 |

| 1856  | 1861  | 1866  | 1872  | 1876  | 1881  | 1886  | 1891  | 1896  |
| ----- | ----- | ----- | ----- | ----- | ----- | ----- | ----- | ----- |
| 1 511 | 1 400 | 1 499 | 1 380 | 1 516 | 1 592 | 1 553 | 1 626 | 1 717 |

| 1901  | 1906  | 1911  | 1921  | 1926  | 1931  | 1936  | 1946  | 1954  |
| ----- | ----- | ----- | ----- | ----- | ----- | ----- | ----- | ----- |
| 1 717 | 1 864 | 2 076 | 2 013 | 2 166 | 2 263 | 2 201 | 2 330 | 2 159 |

| 1962  | 1968  | 1975  | 1982  | 1990  | 1999  | 2006  | 2007  | 2012  |
| ----- | ----- | ----- | ----- | ----- | ----- | ----- | ----- | ----- |
| 2 179 | 2 227 | 3 105 | 3 165 | 3 093 | 3 187 | 3 394 | 3 420 | 3 447 |

| 2017  | 2022  | - | - | - | - | - | - | - |
| ----- | ----- | - | - | - | - | - | - | - |
| 3 315 | 3 353 | - | - | - | - | - | - | - |

En 2018, selon l'Insee, 65,4 % des logements étaient des résidences secondaires à Saint-Cast-le-Guildo.

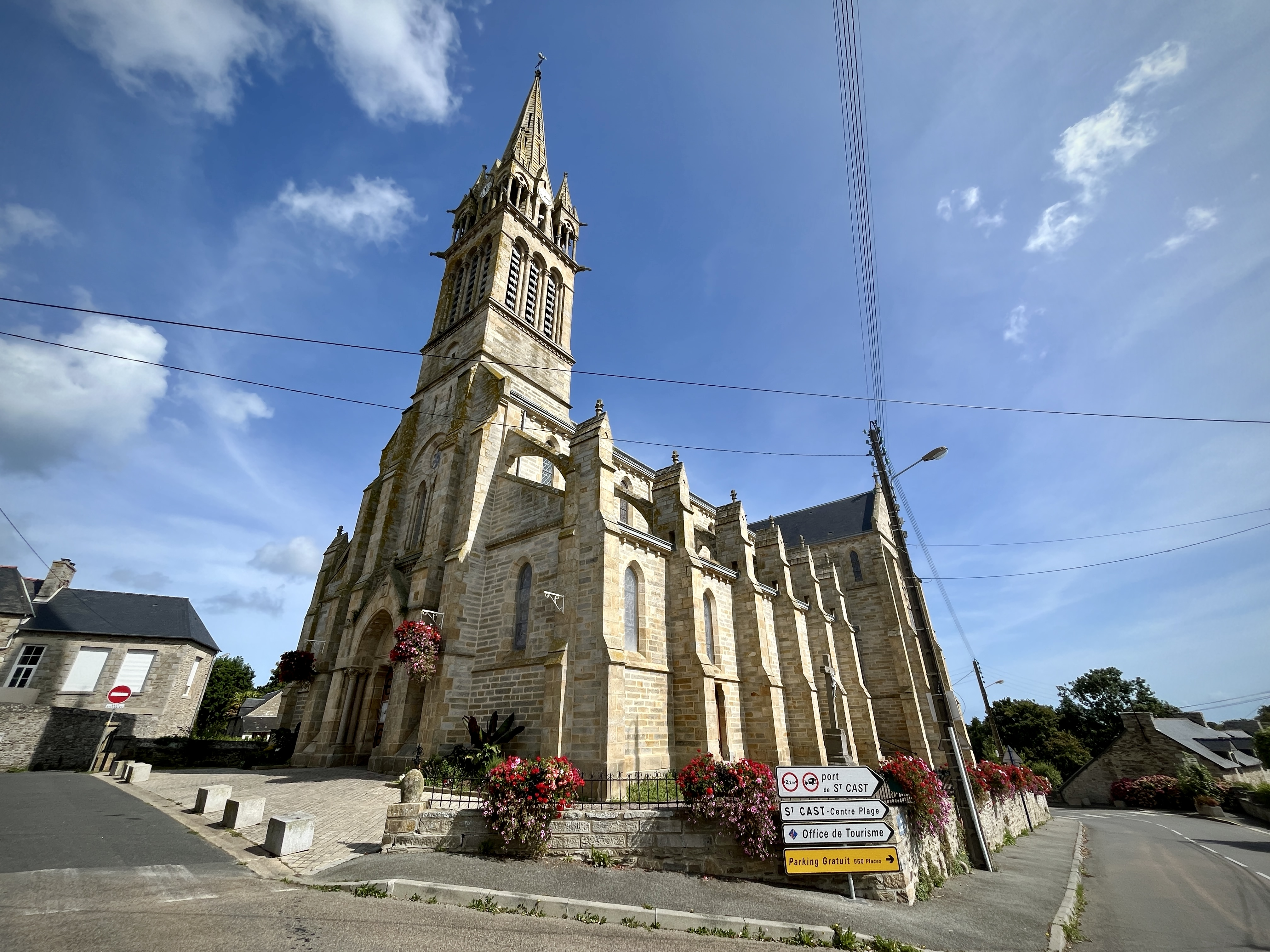
Église Saint-Cast.

### Établissements scolaires
Saint-Cast-le-Guildo est située dans l'académie de Rennes et possède plusieurs écoles primaires.

### Manifestations culturelles et festivités
- Plage en fête : chaque année durant le dimanche de Pentecôte, une journée de fête pour s'amuser en famille et découvrir de nombreuses activités sportives et ludiques (jeux gonflables, trampolines, poneys...) gratuitement
- La Fête de l'Huître, fin juin
- Marché de Noël et la venue du Père Noël

En été
- Le dispositif Cap Armor permet aux petits (à partir de 10 ans) et grands de pratiquer des activités sportives et culturelles : voile, aquagym, beach volley, beach soccer, dessin, tir à l'arc...
- Un feu d'artifice est donné sur la grande plage les 14 juillet et 15 août avec des animations organisées par les sapeurs pompiers
- Tous les mercredis, à partir de 21 h, des concerts gratuits Square Pellion : les mercredisquares
- Tous les mardis à partir de 20 h : apéro-concerts sur le port : les mardis du port
- De nombreux cirques s'installent et donnent des spectacles sur la place des Mielles
- Un marché artisanal nocturne très fréquenté a lieu le jeudi de 17 h à 23 h dans le quartier des Mielles
- Spectacles « Place aux Mômes » : spectacles jeune public gratuits, chaque vendredi de juillet et août, à partir de 18 h square Pellion, chanson, théâtre, marionnettes, contes, danses...
- De nombreuses expositions
- Des sorties Grandes marées / sorties pêche à pied et visites guidées organisées par l'Office de Tourisme
- Les Estivales de Volley, plus grand tournoi de beach volley en Europe, s'y tiennent chaque année fin juillet durant 4 jours
- Le festival Un air de Jazz
- Le festival Cactus Fest

### Santé
La commune compte plusieurs professionnels de santé : médecins généralistes, dentistes, infirmières...

### Sports et loisirs
Saint-Cast possède : 

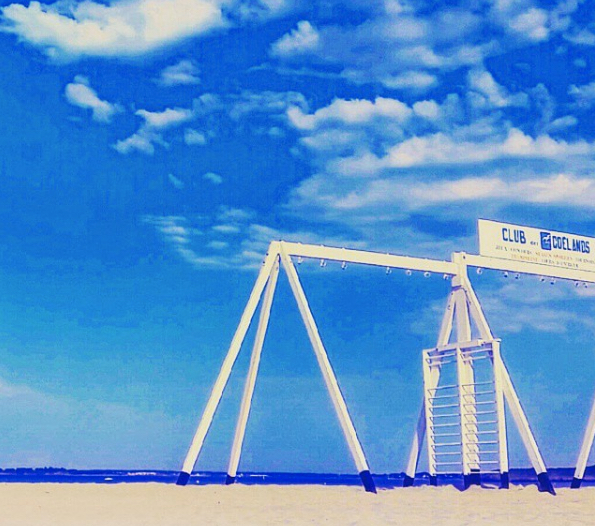
Club de plage.

- une piscine d'eau de mer couverte et chauffée dans le quartier des Mielles ouverte à l'année ;
- un golf, le Golf de Pen-Guen dans le quartier du même nom ;
- un tennis et un mini-golf dans le quartier de la Garde ;
- un Centre Nautique, le CNSC, généralement situé entre la 3e et la 6e place des centres nautiques nationaux, qui organise des régates en habitable, voile légère ou planche à voile ;
- une école de voile « Vitavoile » sur la plage de Pen-Guen ;
- une école de ski nautique, wakeboard, wakesurf et bouées tractées : FlammeOrange ;
- deux centres équestres, un au Bois Bras et l'autre au Gallais ;
- un centre de plongée animé par des professionnels (plongévasion), deux clubs associatifs ;
- deux pistes cyclables ;
- quatre clubs de plage ;
- un parcours accrobranche ouvert à partir de 3 ans ;
- randonnées à pied en vélo / en VTT ;
- croisière commentée vers le Cap Fréhel et le Fort La Latte d'avril à septembre grâce à la Compagnie Corsaire ;

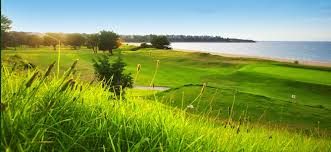
Golf de Pen-Guen.

- excursion à la journée à Saint-Malo grâce à la Compagnie Corsaire ;
- jouer au bridge avec une association ;
- faire de la marche dans l'eau avec l'association des pingouins castins ;
- jouer à la boule bretonne ;
- faire du yoga.

Saint-Cast possède également deux bibliothèques, une à Notre-Dame-du-Guildo et l'autre à Saint-Cast, et une discothèque (le New Beach). La discothèque historique (le Cabanon) ayant fermé ses portes en 2022.

### Cultes
Saint-Cast dispose d'une église, l'église Saint-Cast.

## Économie
La conchyliculture constitue la 2e activité économique de Saint-Cast-le-Guildo, après le tourisme, avec plus de 55 km de lignes de bouchots et près de 33 ha de parcs à huîtres répartis entre les baies de la Fresnaye et de l'Arguenon.
La Chambre de commerce et d'industrie des Côtes-d'Armor gère le port de plaisance.

### Revenus de la population et fiscalité
Le revenu fiscal médian par ménage était en 2006 de 17 681 €, ce qui place Saint-Cast-le-Guildo au 8 494e rang parmi les 30 687 communes de plus de 50 ménages en métropole.

### Entreprises et commerces
Saint-Cast-le-Guildo jouit de nombreux commerces alimentaires: boucherie, boulangeries, poissonneries, supermarchés, épicerie, glaciers, cidrerie, restaurants...
Banques, agences immobilières, magasins de vêtements, accessoires et décoration, garages, librairie, artisans sont également présents dans la station.
Un marché a lieu toute l'année le vendredi matin place Anatole Le Braz, le mardi matin sur la place de l'église à Notre-Dame-du Guildo, auquel vient s'ajouter en été (du 15 juin au 15 septembre) un marché le lundi matin place des Mielles, un marché artisanal le jeudi soir rue Jacques Cartier, et un marché-concert le vendredi soir à la Ferme des Landes.

## Culture et patrimoine

### Patrimoine culturel
La commune de Saint-Cast-le-Guildo possède un monument répertorié à l'inventaire des monuments historiques : les vestiges d'une villa ou d'un poste militaire romain. Ces vestiges ont été classés MH en 1938.

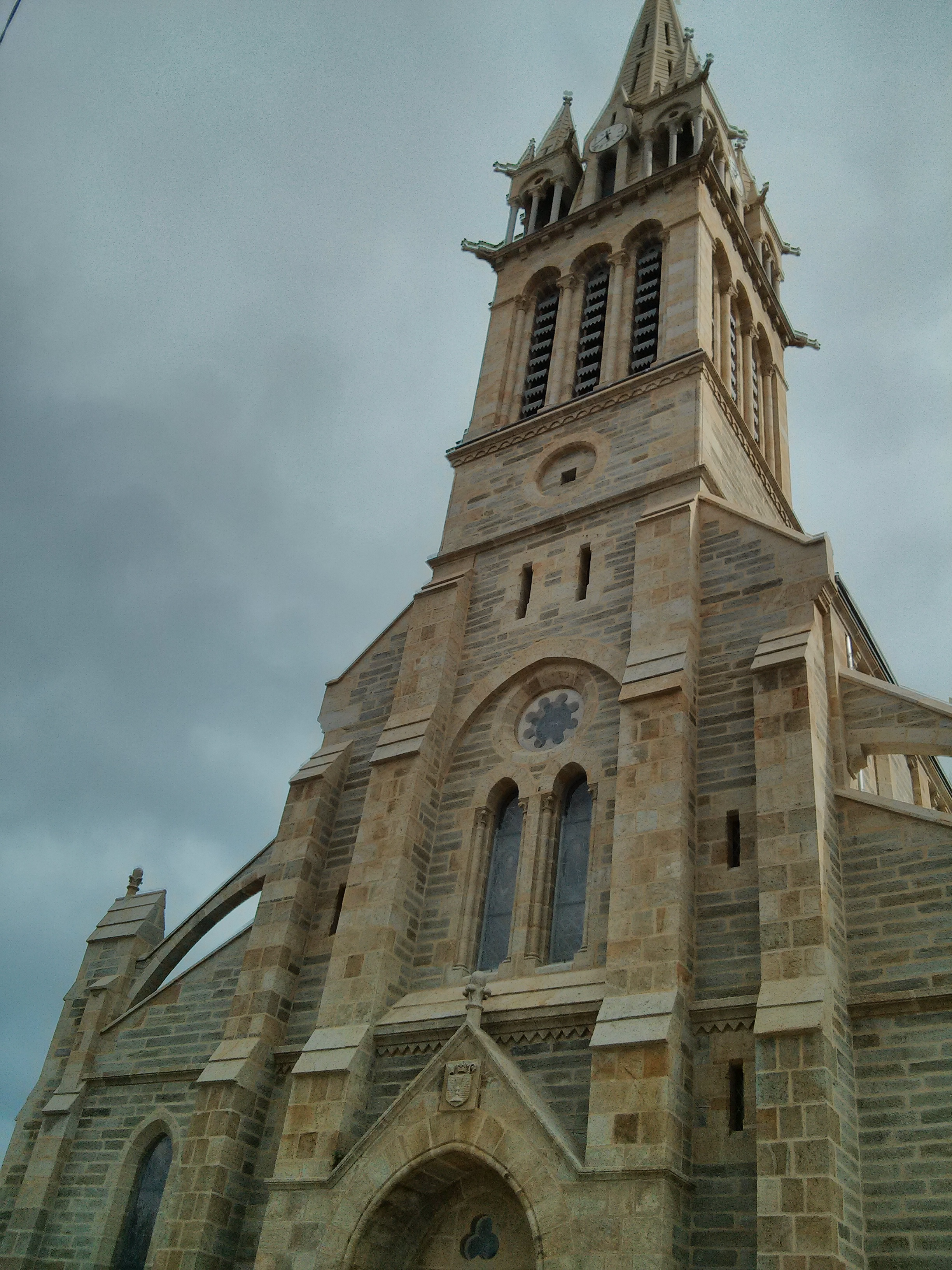
Clocher de l'église de Saint-Cast.

La commune possède par ailleurs six objets répertoriés à l'inventaire des monuments historiques :
- le bénitier (daté du XVIe siècle) de l'église de Saint-Cast, classé MH en 1994[61] ;
- un calice et une patène, réalisés en 1789 par le maître Roxel, classés MH en 1994[62] ;
- le bas-relief (écusson) des seigneurs du Val, dans l'église Notre-Dame-de-Guildo, classé MH en 1958[63] ;
- la statue en bois du prophète Élie, due au sculpteur Yves Corlay (datée du XVIIIe siècle), dans le presbytère, classée MH en 1992[64] ;
- le bénitier gallo-romain en granit, de la chapelle Sainte-Blanche, classé MH en 1970[65] ;
- un ex-voto en bois peint du XIXe siècle, représentant un bateau deux mâts et un beaupré, classé MH en 1971[66].

Outre ces vestiges et objets classés MH, plusieurs lieux remarquables sont présents dans la commune :
- l'église de Saint-Cast, néo-gothique des dernières années du XIXe siècle, avec des bénitiers du XVIe siècle  et des statues du XVIIe siècle, vitrail de la bataille de Saint-Cast ;
- la chapelle Sainte-Blanche (quartier de L'Isle), avec une statue de sainte Blanche, et un curieux mobilier : sainte table et tribune faites avec des rouets, confessionnal avec lit-clos, autel du XVIIIe siècle, porte plein cintre à tête de chimère (venant de l'ancienne église de Saint-Cast) ;

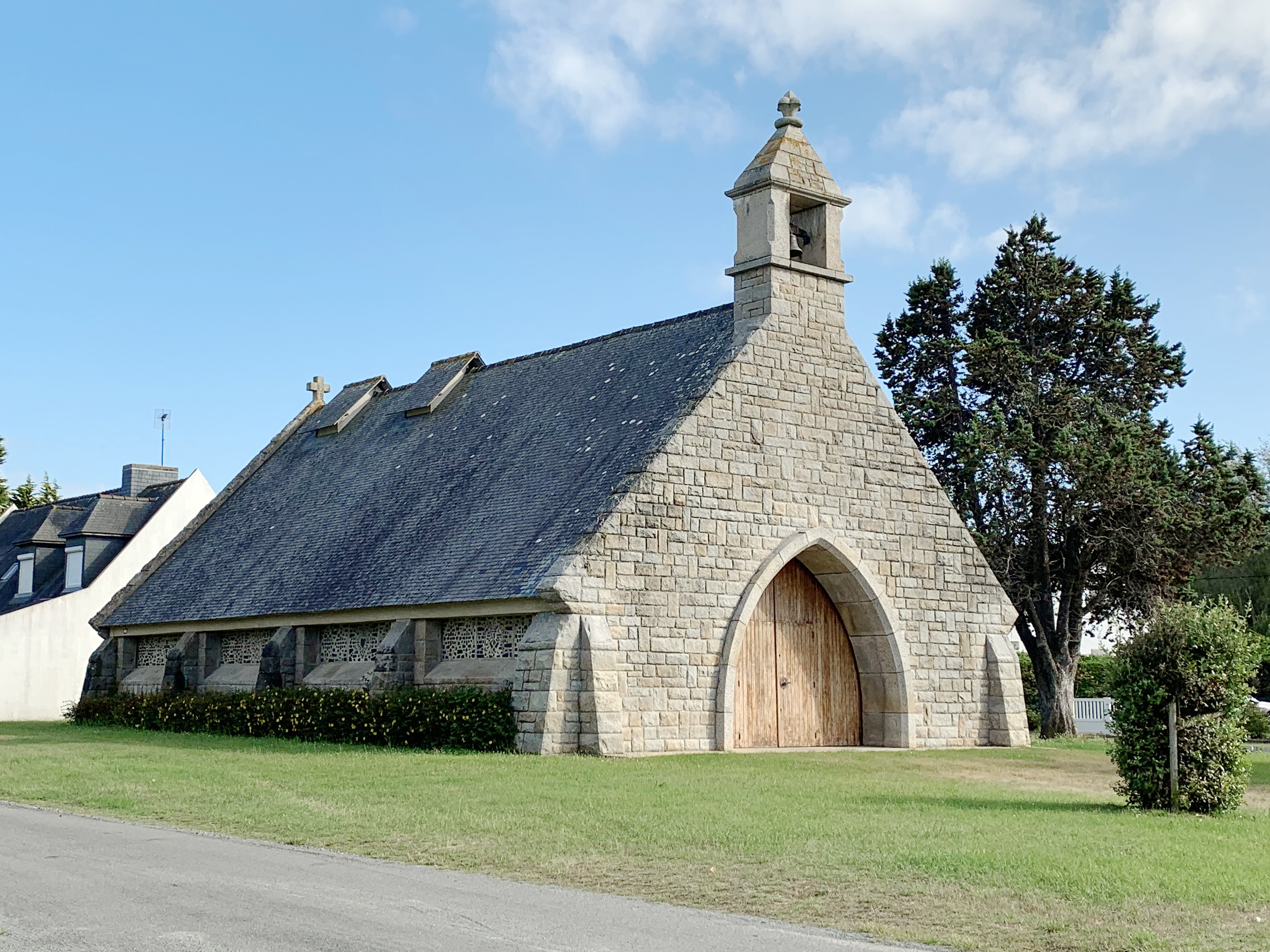
La chapelle des Victoires.

- la chapelle Notre-Dame des Victoires au lieu-dit Les Mielles, construite au milieu du XXe siècle par la famille Nicolardot. Elle est faite en moellon de granit avec une couverture d’ardoise ;
- le château de Galinée, inscrit à l'inventaire supplémentaire des monuments historiques[67] ;
- le château de Saint-Cast, inscrit à l'inventaire général du patrimoine culturel[68] ;
- le sémaphore ;

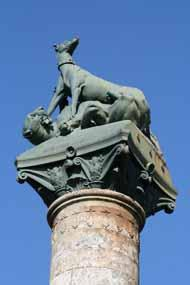
Colonne commémorative de la bataille de Saint-Cast en 1758.

- le monument aux victimes du naufrage de la frégate Laplace ;
- la colonne commémorative de la bataille de Saint-Cast de 1758, symbolisant la victoire des Français sur les Anglais ;
- le cimetière des Braves où reposent les soldats tués au cours de cette bataille ;
- le moulin d'Anne, vestige de moulin à vent du XVIIIe siècle et poste de commandement durant cette bataille ;
- le moulin Bily : vestiges de moulin à vent du XIXe siècle ;
- l'oratoire Notre-Dame-de-la-Garde, érigé en action de grâce à la Libération ;
- la chapelle Sainte-Brigitte ;
- le château du Val d'Arguenon, inscrit à l'inventaire général du patrimoine culturel[69] ;
- le château de la Vieuxville, inscrit à l'inventaire général du patrimoine culturel[70] ;
- l'église Notre-Dame du Guildo, datant du milieu du XIXe siècle, fermée depuis 2005 et dans un état grave de dégradation ;
- les pierres sonnantes, qui rendent un son métallique quand elles sont frappées avec un galet de même pierre ;
- les vestiges du château du Guildo qui se trouvent sur la commune de Créhen à quelques kilomètres du bourg de Notre-Dame-du-Guildo ;
- le monument aux morts, dû aux ciseaux d'Armel Beaufils ;
- le port du Guildo : ancien port de commerce et de pêche ;
- le port, inauguré en juillet 2009, port de plaisance en eau profonde baptisé « Saint-Cast, Port d'Armor », relié au quartier des Mielles par un chemin piétonnier à flanc de rocher.

### Le patrimoine naturel et les plages

La grande plage vue de la pointe de la Garde.

Saint-Cast-le-Guildo est également célèbre pour :
- ses sept plages de sable fin :
  - la Grande plage, longue de 2 km, qui va de la Pointe de l'Isle à la Pointe de la Garde, longée par le Boulevard de la mer et reliée au port par une liaison piétonne. On y trouve des clubs de plage, de la location de bateaux et de tentes de plages, des activités Cap Armor,
  - la plage de Pen-Guen, longue de 1 km, de la Pointe de la Garde à la Pointe du Bay. Clubs de plage, stages et locations de bateaux,
  - la plage des Quatre Vaulx, face à St-Jacut et à l'île des Ebihens, près des zones conchylicoles. Pêche à pied,
  - les plages de la Mare, de la Pissotte et de la Fresnaye, trois charmantes criques sur la baie de la Fresnaye avec vue sur le Fort La Latte,
  - la plage de la Fosse, près des zones conchylicoles, accès au Port St Jean et à la vallée du moulin de la mer par le sentier littoral. Pêche à pied ;

- les vues panoramiques offertes :

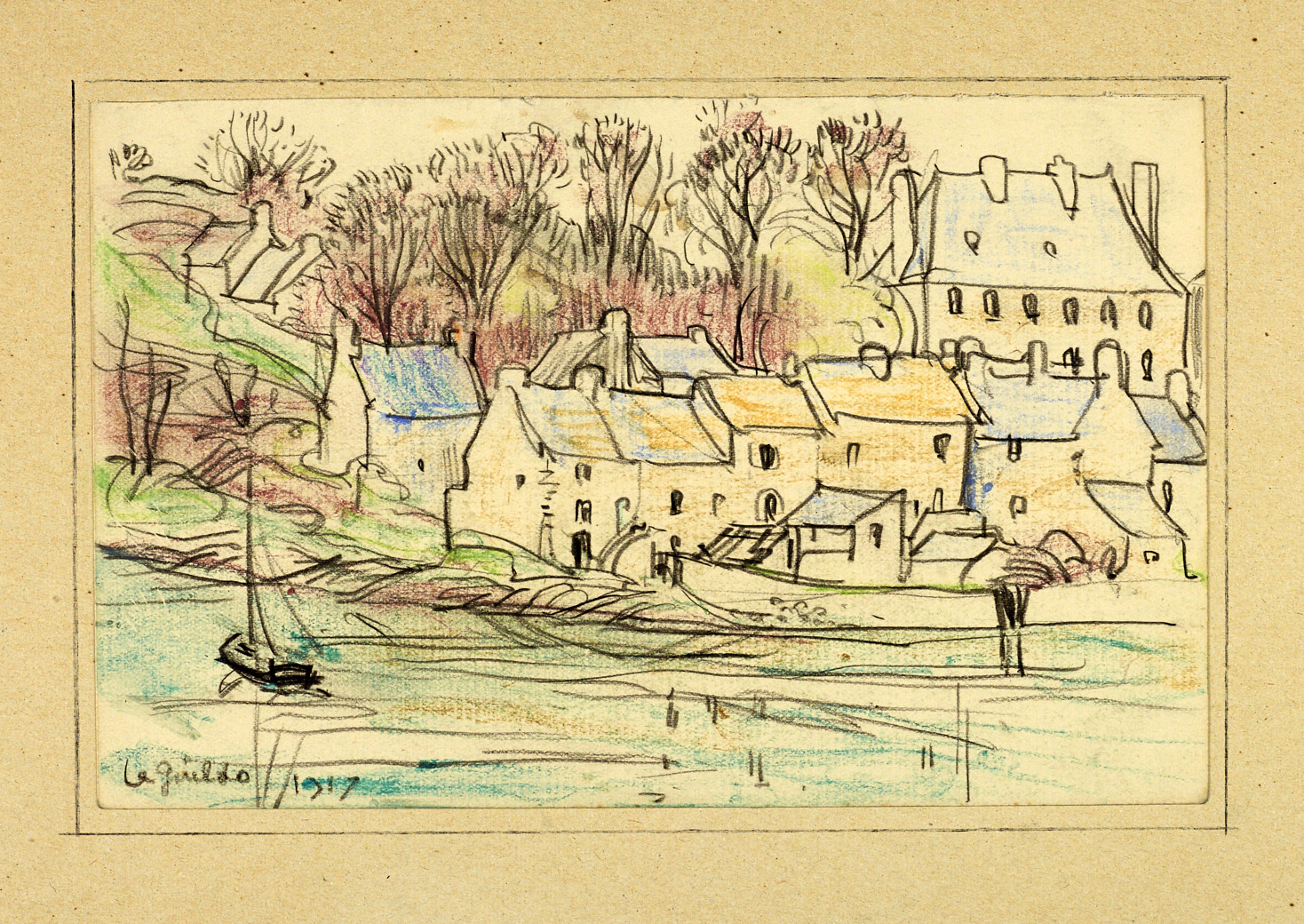
Le Guildo, pastel 1917, Émile Malo-Renault.

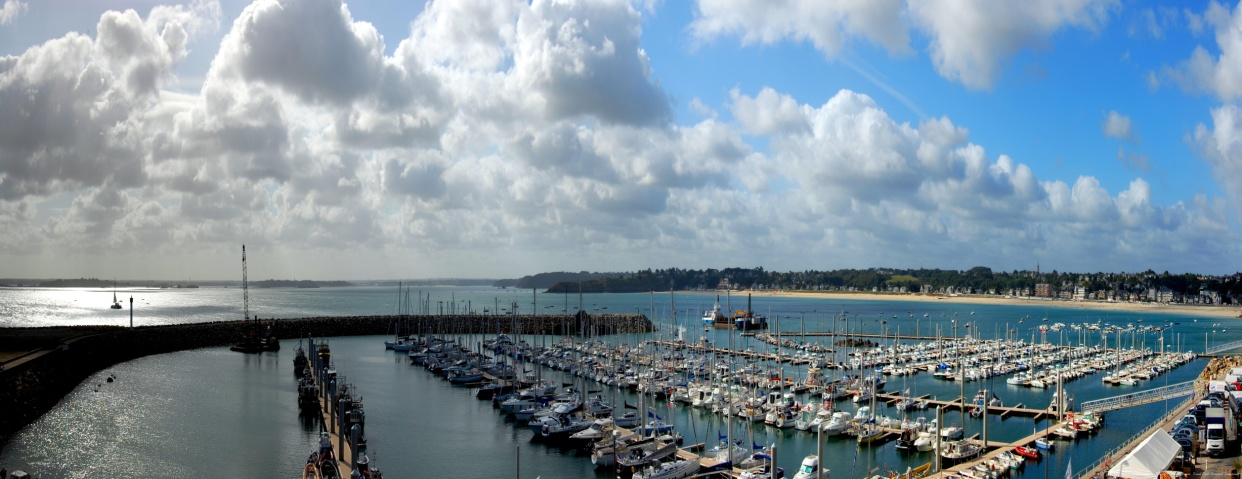
Port de St-Cast.

  - le panorama de la Pointe de St-Cast, site classé, avec vue sur le Cap Fréhel, le Fort La Latte, Saint-Malo,
  - la pointe de la Garde, site inscrit,
  - la pointe du Bay, face à l'archipel des Ebihens.

### Evocations de la commune dans la littérature et les arts
- Paul Sébillot rapporte le récit folklorique de la « Bataille des Bourdineaux » (Les Bourdinots sont des roches découvrantes à marée basse qui sont situées tout près de l’entrée du port de Saint-Cast). Cette bataille aurait opposé au XVIe siècle des pêcheurs de Saint-Cast et de Saint-Jacut qui se seraient disputés ce même lieu de pêche.
- Jacques Brel évoque Saint-Cast dans sa chanson Jojo (1977) écrite en mémoire de Georges Pasquier, un Castin décédé en 1974 qui a été le compagnon de Jacques Brel, son secrétaire avant de devenir son confident : « Moi je t'entends rugir. Quelques chansons marines. Où des Bretons devinent. Que Saint-Cast doit dormir. Tout au fond du brouillard »
- Catherine Bergeret-Amselek évoque Saint-Cast et sa grande plage dans le premier chapitre de son livre Le Mystère des Mères.
- Nolwenn Leroy  évoque le saint éponyme dans la chanson Juste pour me souvenir issue de l'album Aux filles de l'eau (2012) : « Le vieux phare allumé. Tranchant une lame. Rappelle que saint Cast avait Laissé chez lui sa femme »

### Tableaux

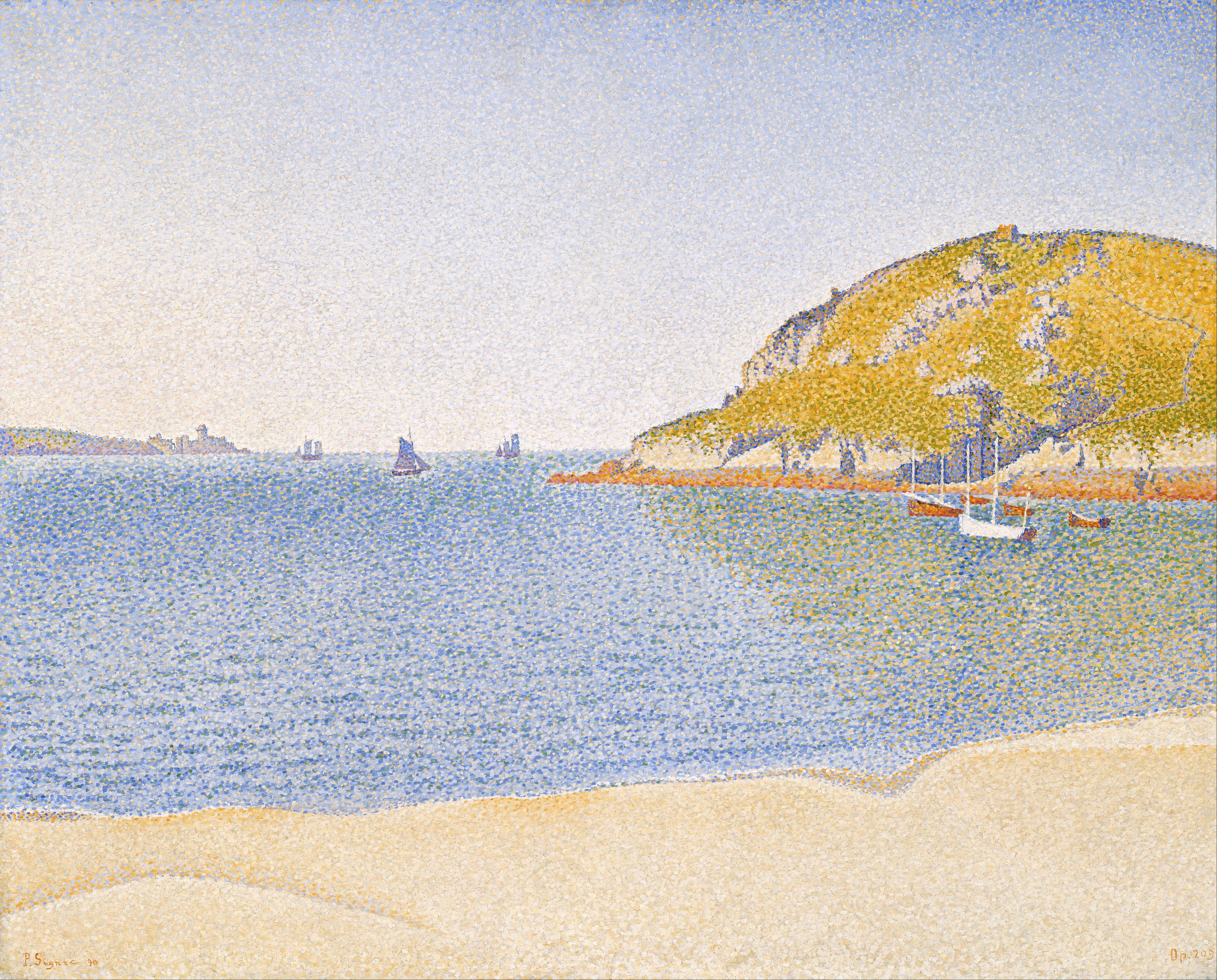
Paul Signac : Le port de Saint-Cast (1890, musée des Beaux-Arts de Boston).

- Paul Signac : Le port de Saint-Cast (1890, musée des Beaux-Arts de Boston).

### Patrimoine nautique
Le Centre Nautique Saint-Cast détient le Dragous, de son vrai nom Frotte Bernique, reproduction d'un dragueur (bateau de pêche) de la fin du XIXe siècle et début du XXe siècle. Ce bateau typique de la baie a été détruit lors d'un raz-de-marée juste après la Première Guerre mondiale, et un nouveau a été reconstruit d'après les plans d'origine par l'association du Dragou, qui l'a revendu au CNSC. Ce bateau fait 6 tonnes, pour 66 m2 de voilure, et 6 m de long (12 avec le bout-dehors et la baume), et un tirant d'eau d'environ 80 cm.

### Personnalités liées à la commune
- Lucienne Heuvelmans (Paris 1885 - Saint-Cast 1944), sculptrice, première femme Grand prix de Rome, y avait son atelier. Des œuvres de l'artiste sont visibles dans l'église.
- Paul Charlemagne (1892-1972), artiste peintre ayant séjourné à Saint-Cast, la fresque murale qu'en conserve l'hôtel des Bains en portant témoignage[71].
- Irène Aïtoff (1904-2006), pianiste et chef de chant française, y est née.
- Yves du Manoir (1904-1928), aviateur, international de rugby. La rue où son père fait construire en 1908 la villa de famille porte son nom.
- Yves Lavoquer (1911-1981), journaliste et résistant français, y est mort.
- Anne Beaumanoir (1923-2022), médecin, résistante, Juste parmi les nations, militante, née à Notre-Dame-de-Guildo sur l'actuelle commune de Saint-Cast-le-Guildo, où elle s'est retirée.
- Maurice Bernard (1927-2005), artiste peintre, y est né.
- Bernard Buffet (1928-1999), peintre français, a vécu dans la commune.
- Alain Amselek (1934-), et Catherine Bergeret-Amselek (1954-), son épouse[réf. nécessaire].
- Yves Sabouret (1936-), maire de 1967 à 1995, président de la Fondation de France depuis 2007.
- Michel Schetter (1948-2025)[réf. nécessaire].
- Bruno Letort (1963-)[réf. nécessaire].

### Héraldique
| Armes de Saint-Cast | Elles peuvent se blasonner ainsi aujourd’hui : Parti : au premier d'hermine plain, au second d'azur semé de fleurs de lys d'or ; sur le tout de gueules à la cloche d'argent. |